# Rue Jean-Lantier
Pour les articles homonymes, voir Lantier (homonymie).
La rue Jean-Lantier est une voie du 1er arrondissement de Paris, en France.

## Situation et accès
La rue Jean-Lantier est située dans le 1er arrondissement de Paris. Elle débute au 1, rue Saint-Denis et se termine au 14, rue Bertin-Poirée.

## Origine du nom
Elle doit son nom, par corruption, à Jean Lointier, un riche propriétaire habitant la rue au XIIe siècle.

## Historique
Cette rue est connue aux XIIe et XIIIe siècles sous les noms de « rue Jehan-Loing-Letier », « rue Jehan-Lonctier » ou « rue Jehan-Lointier ». Cette voie est citée dans Le Dit des rues de Paris, de Guillot de Paris, sous la forme « rue Jehan-Lointier ».
Au XVe siècle, elle prend le nom de « rue Philippe-Lointier » avant de prendre son nom actuel par corruption du nom « Lointier » en « Lantier ».
Elle est citée sous le nom de « rue Jehan le Loingtier » dans un manuscrit de 1636.
En 1817, cette rue commençait aux 13-15, rue des Lavandières-Sainte-Opportune et se terminait aux 12-14, rue Bertin-Poirée. Elle était alors située dans l'ancien 4e arrondissement dans le quartier du Louvre.

Les numéros de la rue étaient rouges, le dernier numéro impair était le no 3 et le dernier numéro pair était le no 8.
En 1854, la rue est prolongée de la rue des Lavandières-Sainte-Opportune à la rue Saint-Denis. Ce prolongement fait disparaitre :
- la rue Perrin-Gasselin[5],[6] ;
- la place du Chevalier-du-Guet[7], sur laquelle se trouvait la mairie de l'ancien 4e arrondissement (ancien hôtel du Chevalier-du-Guet) ;
- la rue de la Vieille-Harangerie[8] ;
- la rue du Chevalier-du-Guet[9],[10].

## Bâtiments remarquables et lieux de mémoire
La rue Jean-Lantier a été habitée par :
- Pierre de Vienne, amiral de Charles VI ;
- Jean de Vienne ;
- Guy Patin ;
- Raoul Villain.

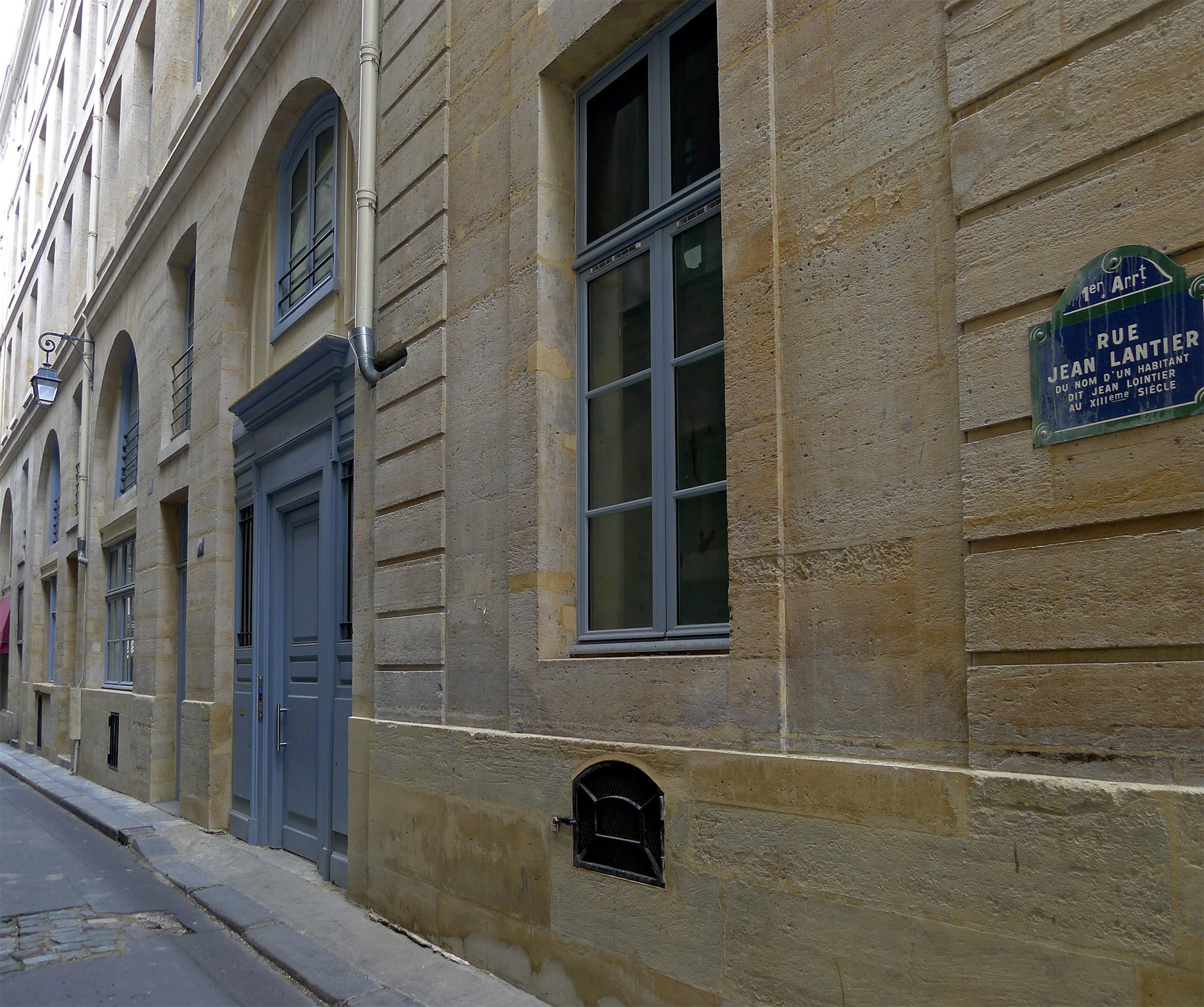
Rue Jean-Lantier vue depuis la rue des Orfèvres.
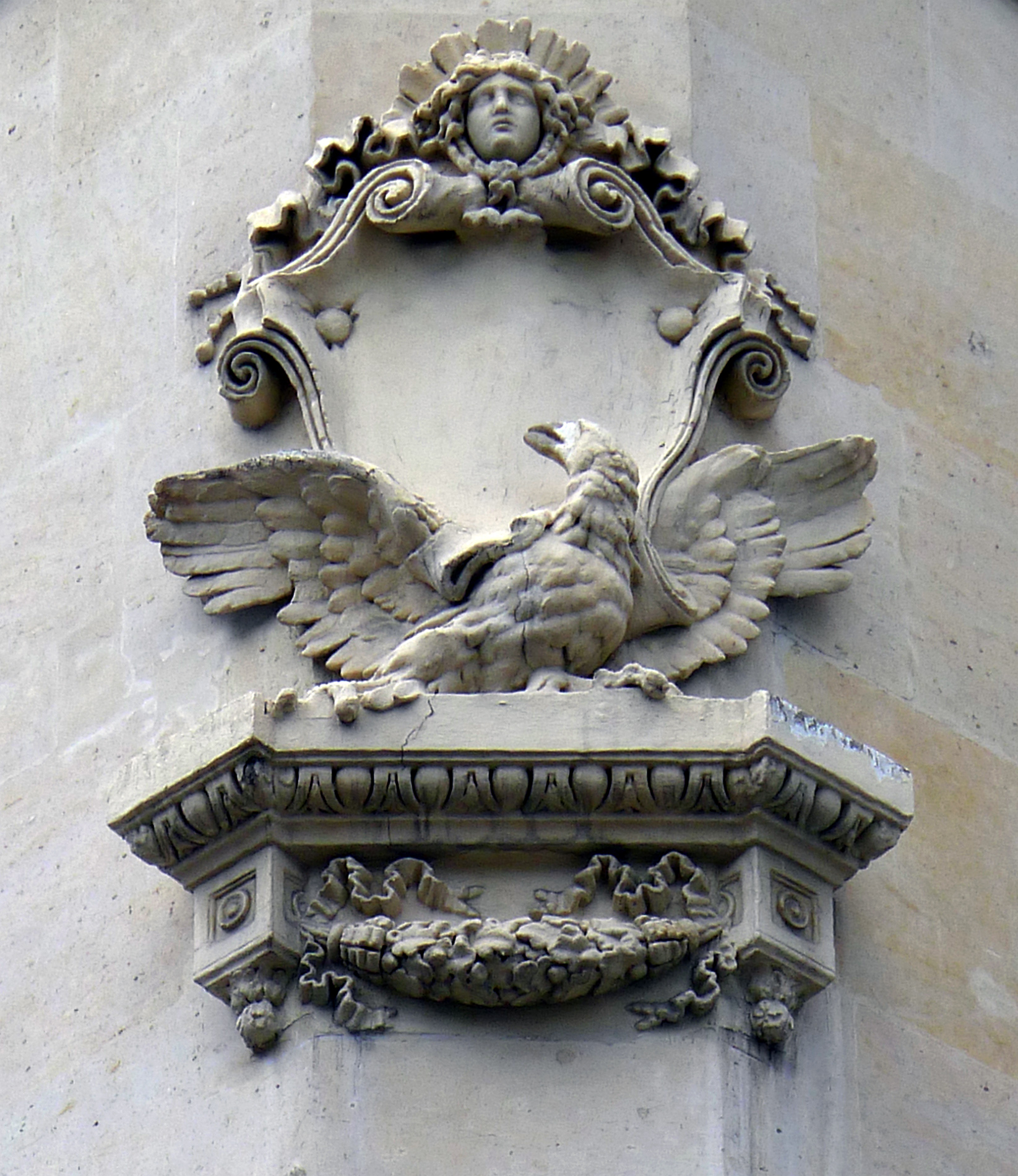
Haut-relief à l'angle avec la rue des Lavandières-Sainte-Opportune.

## Pour approfondir